# Marseljäsen
För andra betydelser, se Marseljäsen (olika betydelser).
Marseljäsen (franska: La Marseillaise) är Frankrikes nationalsång. Den skrevs natten mellan den 24 och 25 april 1792 av en officer i revolutionsarmén, Claude Joseph Rouget de Lisle, som ett uttryck av patriotism efter krigsförklaringen mot Österrike den 20 april.

## Historia
Kapten Rouget de Lisle hade tagit värvning i ingenjörstrupperna och fann sig våren 1792 förlagd till Strasbourg. I en särdeles patriotisk yra efter en stor middag i borgmästare Dietrichs hus skrev han såväl text som musik till den sång som han ursprungligen gav namnet Chant de guerre pour l'armée du Rhin ('Rhenarméns krigssång').
Sången uppfördes offentligt första gången den 29 april, av nationalgardets musikkår på Place d'Armes i Strasbourg. Den nådde stor popularitet och spred sig till landets södra delar. Till huvudstaden fördes den av en bataljon frivilliga från Marseille, som sjöng den under sitt intåg i Paris den 30 juli samma år. Därav kom också dess nya namn. Kort därefter sjöngs den av samma trupper under Stormningen av Tuilerierna (10 augusti), vilket utlösts av ett rykte att kungafamiljen "ingått i pakt med revolutionens fiender".
I oktober arrangerades sången av François-Joseph Gossec för ett sceniskt framträdande, och i december dök den första svenska översättningen upp i tidningen Extra Posten. I juli 1795 utropades den av nationalkonventet till fransk nationalsång. Men den första blomstringen blev kort. Under kejsardömet och restaurationen hölls sången föga högt för att så på nytt tas till heder vid revolutionerna 1830 (då Hector Berlioz arrangerade musiken) och 1848. År 1879 återtog den sin position som nationalsång.

## Kontroversiella tolkningar
1979 spelade den franske sångaren Serge Gainsbourg in en egen tolkning av Marseljäsen kallad Aux Armes et cetera vilket betyder "till vapen o.s.v" vilket var en parodi på det riktiga textavsnittet som går Aux Armes citoyens (till vapen, medborgare) dessutom var den traditionella militärmusiken utbytt mot reggaemusik. Detta blev en stor skandal i Frankrike eftersom Gainsbourgs sång av många ansågs vara ett hån dels mot Marseljäsen men också mot Frankrike. Gainsbourg avfärdade protesterna med orden: "Folk har ingen humor".

## För andra syften
1848 inträffade Februarirevolutionen som orsakade den Första Franska republikens fall. Samma år gavs tidskriften La République des femmes, journal des cotillons ut sitt första nummer som innehöll en feministisk version kallad La Marseillaise des cotillons d.v.s. "Underkjolarnas marseljäs", denna skrevs av Louise de Chaumont i syfte att styra den Andra franska republiken i en könsrevanschistisk riktning.
Första versen
 
Darra tyranner, ni som bär kalsonger

Kvinnor, vår dag är kommen

Utan förbarmande, var uppmärksamma

(på) alla de skäggiga könets fel

(på) alla de skäggiga könets fel

Det här har pågått för länge

Det är slut på vårt tålamod

Stå upp Vesuvianer, stå upp!

Och tvätta bort våra gamla oförrätter

## Övrigt
Marseljäsen utgör inledningen i låten All You Need Is Love av The Beatles.

## Text
Oftast sjungs idag bara den första versen (ibland också den sjätte och sjunde) och första refrängen. Det existerar flera olika versioner av Marseljäsen med små skillnader mellan dem. Följande text är hämtad från den franske presidentens hemsida (se externa länkar). Första versen och refrängen översatta till svenska.
Första versen
 
Allons enfants de la Patrie,
 Framåt ni fosterlandets barn,
 
Le jour de gloire est arrivé !
 Nu nalkas ärans stora dag!
 
Contre nous de la tyrannie,
 Mot oss av tyranniet,
 
L'étendard sanglant est levé, (bis)
 Är det blodiga standar höjt, (x2) 
 
Entendez-vous dans les campagnes
 Hör ni över fältens krater
 
Mugir ces féroces soldats ?
 Dessa grymma soldaters rop?
 
Ils viennent jusque dans nos bras
 De tränga sig inpå vår hop,
 
Égorger nos fils, nos compagnes !
 De mörda våra söner, och våra livskamrater!

Refräng:

Aux armes, citoyens,
 Till vapen, medborgare,
 
Formez vos bataillons,
  Ställ upp på raka led,
 
Marchons, marchons !
  Framåt, framåt!
 
Qu'un sang impur
 Låt fiendens orena blod 
 
Abreuve nos sillons !
 Flyta på vår jord!

Andra versen
 
Que veut cette horde d'esclaves,

Vad vill denna hord av slavar,
 
De traîtres, de rois conjurés ?

Av förrädare, av konspirerande kungar ?
 
Pour qui ces ignobles entraves,

Vilka av de föraktliga ska vi fängsla,

Ces fers dès longtemps préparés ? (bis)

Med bojor som länge förberetts ?

Français, pour nous, ah ! quel outrage

Fransmän, för oss, ah ! vilken syn

Quels transports il doit exciter !

Vilka långa rader av fångar det blir

C'est nous qu'on ose méditer

Det är något vi kan planera för

De rendre à l'antique esclavage !

En återgång till antikens slaveri !
Tredje versen
 
Quoi ! des cohortes étrangères
 
Feraient la loi dans nos foyers !
 
Quoi ! ces phalanges mercenaires
 
Terrasseraient nos fiers guerriers ! (bis)
 
Grand Dieu ! par des mains enchaînées
 
Nos fronts sous le joug se ploieraient
 
De vils despotes deviendraient
 
Les maîtres de nos destinées !

Fjärde versen
 
Tremblez, tyrans et vous perfides
 
L'opprobre de tous les partis,
 
Tremblez ! vos projets parricides
 
Vont enfin recevoir leurs prix ! (bis)
 
Tout est soldat pour vous combattre,
 
S'ils tombent, nos jeunes héros,
 
La terre en produit de nouveaux,
 
Contre vous tout prets à se battre !

Femte versen
 
Français, en guerriers magnanimes,
 
Portez ou retenez vos coups !
 
Epargnez ces tristes victimes,
 
A regret s'armant contre nous. (bis)
 
Mais ces despotes sanguinaires,
 
Mais ces complices de Bouillé,
 
Tous ces tigres qui, sans pitié,
 
Déchirent le sein de leur mère !

Sjätte versen
 
Amour sacré de la Patrie,
 
Conduis, soutiens nos bras vengeurs
 
Liberté, Liberté chérie,
 
Combats avec tes défenseurs ! (bis)
 
Sous nos drapeaux que la victoire
 
Accoure à tes mâles accents,
 
Que tes ennemis expirants
 
Voient ton triomphe et notre gloire !

Sjunde versen
 
Nous entrerons dans la carrière
 
Quand nos aînés n'y seront plus,
 
Nous y trouverons leur poussière
 
Et la trace de leurs vertus (bis)
 
Bien moins jaloux de leur survivre
 
Que de partager leur cercueil,
 
Nous aurons le sublime orgueil
 
De les venger ou de les suivre

## Källhänvisningar
1. ↑  Öhlin, Pelle: "Tiden / Fjortonde årgången. 1922", s. 474. Runeberg.org. Läst 13 oktober 2014.
2. ↑  ”La Marseillaise des cotillons/Underkjolarnas marseljäs”. Musikverket. 7 mars 2019. Arkiverad från originalet den 14 augusti 2020. https://web.archive.org/web/20200814050405/https://musikverket.se/artikel/la-marseillaise-des-cotillons-underkjolens-marseljas. Läst 8 mars 2019.